# Église de la Résurrection (Souzdal)

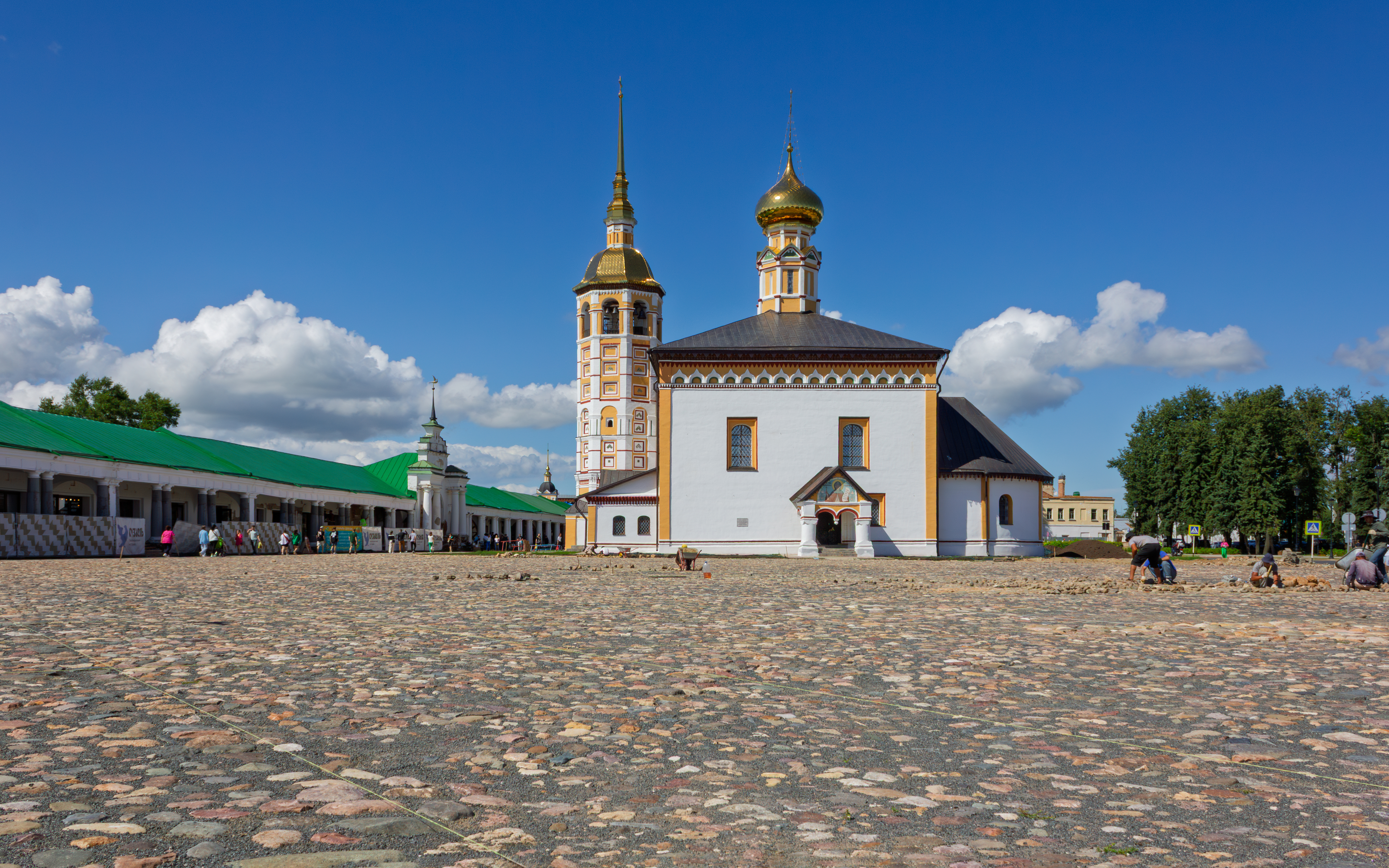
Place du marché et l'église de la Résurrection

Pour les articles homonymes, voir Église de la Résurrection.
L'église de la Résurrection ou Église de la Résurrection au marché (en russe : Церковь Воскресения на торгу ou Воскресенская церковь) est une église d'été (non chauffée), édifiée en 1720, située sur la place principale du marché de la ville de Souzdal à côté des Galeries commerciales. Derrière elle, se trouve une église d'hiver (chauffée) : l'église de l'icône de Notre-Dame-de-Kazan qui date de 1739.
Son adresse est le no 63b de la rue Lénine, l'artère principale de la ville.

## Histoire et architecture

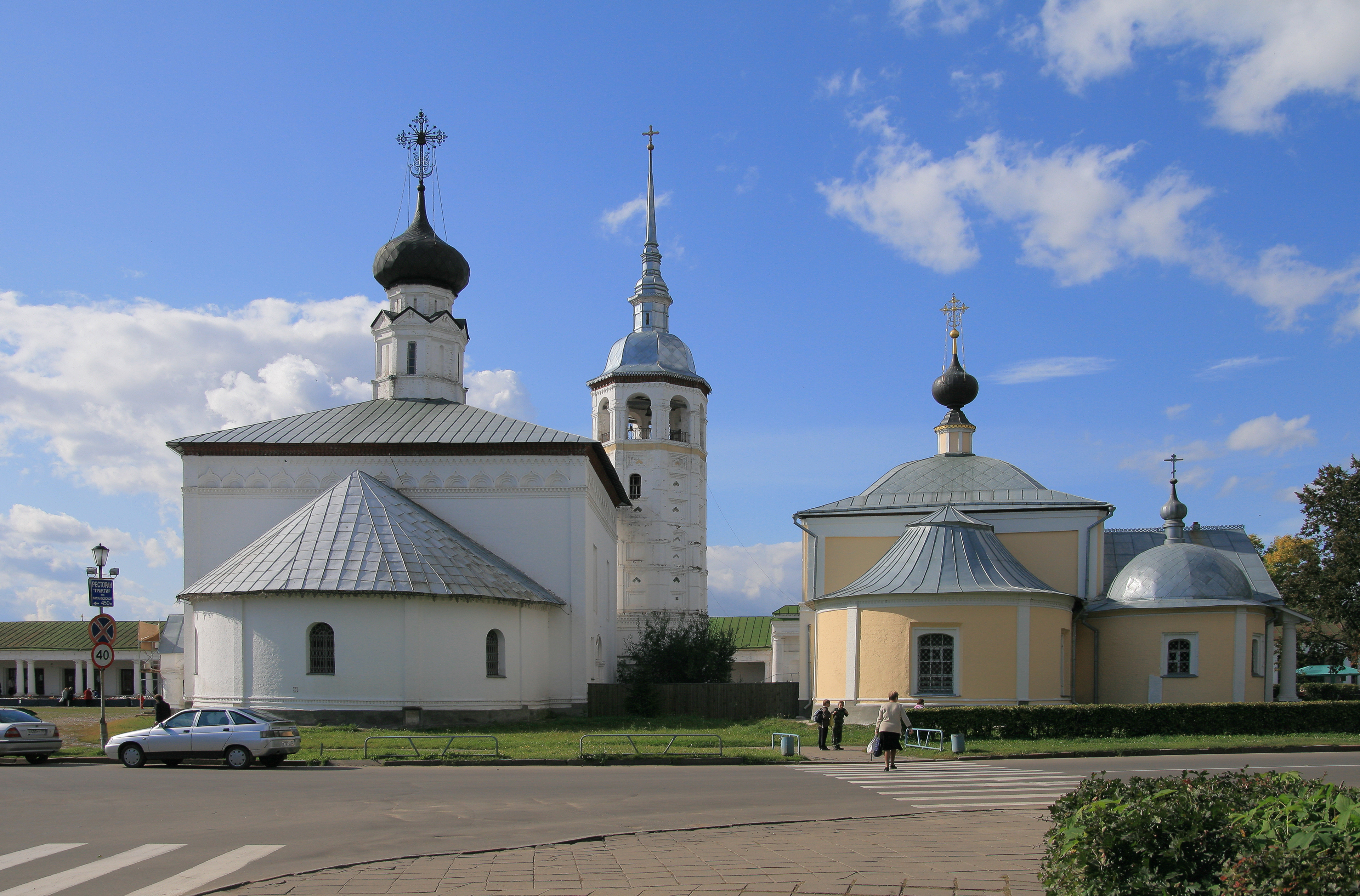
Vue de l'église de Kazan à droite (d'hiver) et de la Résurrection à gauche (d'été)

L'église de la Résurrection a été construite à l'emplacement d'une autre église en bois, qui a brûlé en juillet 1719. Sa silhouette est très simple et dépouillée. Le plan est carré, et les façades rectangulaires sont décorées parcimonieusement par une frise ajourée en forme de quilles renversées, par une rangées de briques saillantes et par une frise en brique sous les corniches. Les fenêtres sont dépourvues de décorations sur leurs chambranles. Seule la porte latérale est garnie de grosses colonnes courtes sous son parvis. Le parvis principal et l'abside sont dépourvus de tout élément décoratif superflu. 
La conception originale des arcs, reposant sur deux piliers seulement, donne à l'intérieur de l'église une clarté, une luminosité beaucoup plus importante que dans les églises à quatre piliers. Les murs intérieurs ont été peints à la fin du XIXe siècle. Des traces de peinture datant du XVIIIe siècle sont conservées sur les piliers.
Le clocher de l'église de la Résurrection a été construit en même temps que l'église elle-même et domine toute la place du marché. À l'origine, sa hauteur était moins importante que celle des clochers des églises proches. C'était le cas avant que, sur sa base carrée, ne s'élève la tour octogonale rehaussée, garnie de caissons et de faïence. La base ancienne du clocher servit de support à une nouvelle tour octogonale plus élevée. Les traces de l'ancien niveau sont encore visibles à mi-hauteur du clocher. Contrairement à la tradition souzdalienne, la tour n'est pas surmontée d'un clocher en forme de tente mais d'une coupole en forme de calotte, de casque sphérique, surmontée d'une haute flèche.

## Sources
- (ru) Суздаль. Воскресенская и Казанская церкви (Église de la Résurrection et église de Kazan)

## Liens
- Воскресенская церковь на сайте «Суздаль Фотографии города Суздаль»

(Photo extérieure à l'église)
- Круговая панорама Воскресенской и Казанской церквей ( Vidéo panoramique 360° de l'extérieur avec la galerie commerçante et l'église de Kazan dite d'hiver et chauffée)
- Галерея изображений Воскресенской церкви в Реестре храмов России (Photos de l'intérieur et de l'extérieur)
- Интерактивная панорама интерьера церкви(Panorama de différentes églises de Vladimir et Souzdal)